# Reação de Diels-Alder
A reação de Diels-Alder, também conhecida como reação de cicloadição, ocorre pela adição conjugada de um dieno conjugado com alceno que sob ação do calor produzem um ciclohexeno. Ela foi desenvolvida por Diels e Alder em 1928, lhes conferindo a premiação do Prémio Nobel de Química de 1950 por este trabalho.
É uma reação utilizada pela indústria para o produção de polímeros. Como exemplo tem-se a condensação do tipo Diels-Alder de cadeias poliênicas de PVC, que é um polímero de grande aplicação em diversas áreas de produção; e a síntese de polímeros pelo acoplamento de furano/maleimida.
A finalidade desta reação é formar um cicloexeno. Por este motivo, sua conjugação ocorre na configuração [4+2], que segundo Brocksom et al (2010, p. 2211) se dá "entre um dieno conjugado com quatro elétrons π e um segundo componente alceno com dois elétrons π, chamado de dienófilo". A Figura 1 demonstra a reação descrita de um 1,3-butadieno com um eteno produzindo um cicloexeno.

Figura 1 - Equação da reação de síntese de Diels-Alder.

A adição do dieno ao alceno envolve o compartilhamento de elétrons inter e intra moleculares para a formação da estrutura base (o cicloexeno), ou seja, há formação de ligações covalentes entre estas moléculas em uma única etapa, formando um único estado de transição onde as ligações podem ser formadas de forma síncrona ou assíncrona, mas não em etapas distintas. A Figura 2 exemplifica este mecanismo,

Figura 2 - Equação do mecanismo de síntese de cicloexeno por Diel-Alder (as setas curvas representação a transferência heterolítica de elétrons).

Esta reação também pode ocorrer entre um dieno e um etino sob as mesmas condições , porém, o produto formado é um 1,4-ciclohexadieno, como exemplifica a Figura 3. O mecanismo para esta síntese é igual para a síntese com o eteno.

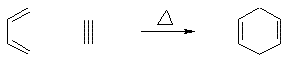
Figura 3 - Equação da reação de síntese de Diels-Alder com etino.

Estudiosos têm se empenhado para verificar se reações pericíclicas como a de Diels-Alder ocorrem na biossíntese de produtos naturais, e estas têm sido confirmadas ao considerar a participação de enzimas, no entanto, envolvem maior energia .